# Kaapelitehdas
Kaapelitehdas (en español, «La fábrica de cable») es un centro de cultura contemporánea ubicado en Helsinki, Finlandia. Fue inaugurado en 1991 sobre el conjunto de edificios que albergaba la antigua fábrica de cable eléctrico de Helsinki (en finés, Suomen Kaapelitehdas). Después de su cierre, el ayuntamiento asumió la titularidad para convertirlo en un espacio cultural multiusos. Actualmente acoge tres museos, diez galerías, compañías de danza teatral, escuelas de arte y locales en régimen de alquiler.

## Historia

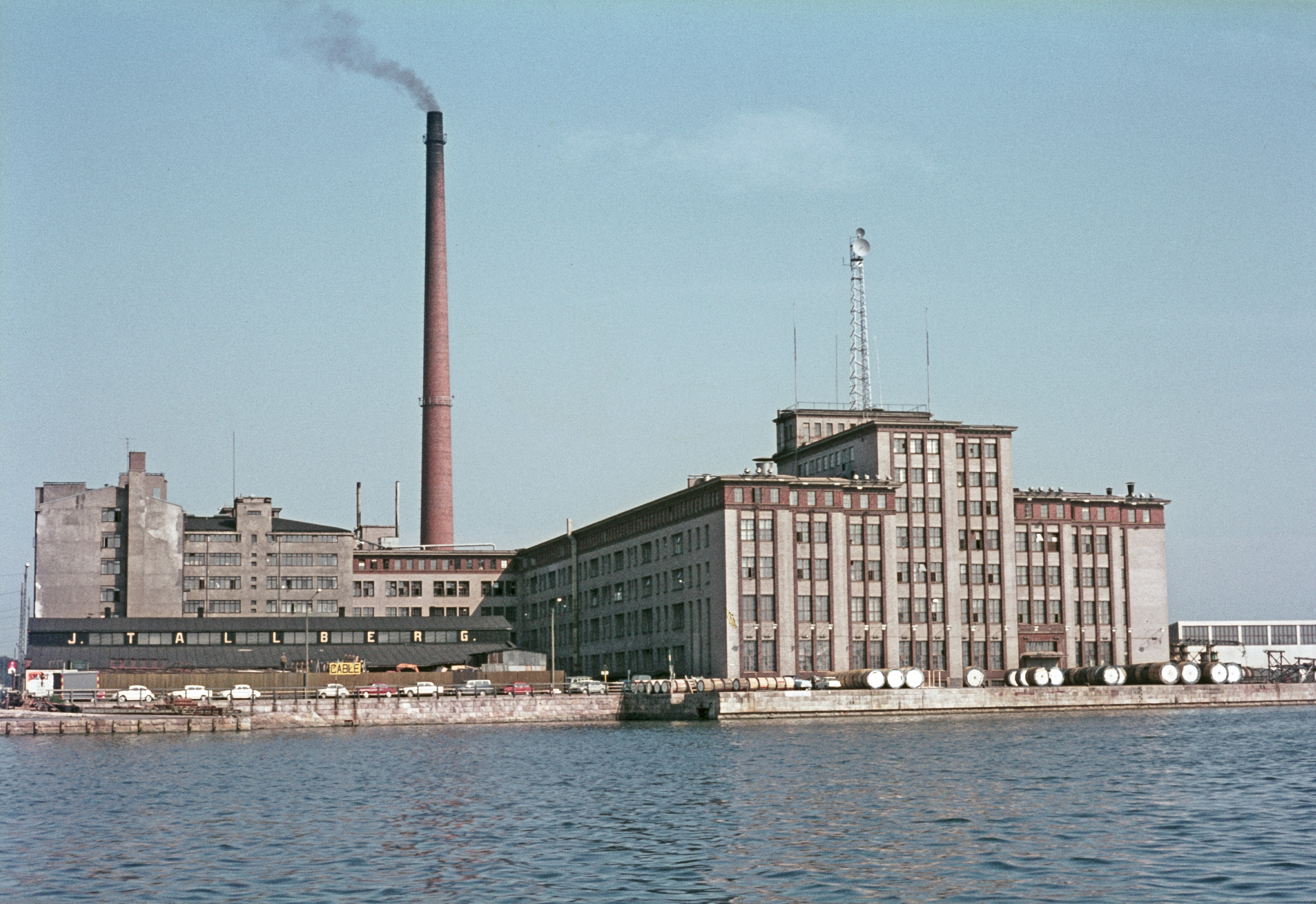
Fábrica finlandesa de cable (1967).

La instalación fue inaugurada en 1943 para albergar la sede de Suomen Kaapelitehdas, la fábrica nacional de cable eléctrico, bajo diseño del arquitecto W. G. Palmqvist. El conjunto de edificios ocupaba una superficie total de 53.000 m² en la zona industrial de Salmisaari, muy cerca del puerto de Helsinki. La fábrica de cable se fusionó en 1967 con otras dos compañías finlandesas para crear la multinacional Nokia.
En 1985, Nokia anunció el cierre de la fábrica y hubo un debate público sobre su uso futuro. Dos años después, el ayuntamiento de Helsinki llegó a un acuerdo con la empresa para asumir la titularidad de la instalación y cederla a uso cultural. Aunque en un primer momento se planteó su derribo parcial, hubo que descartarlo porque la fábrica de Salmisaari fue declarada bien de interés cultural en 1989. Finalmente, en 1991 se puso en marcha el nuevo centro cultural bajo gestión municipal. El nombre Kaapelitehdas hace referencia a su origen industrial.
En febrero de 2022 está prevista la inauguración de un nuevo edificio, la Casa de la Danza de Helsinki, dedicado en exclusiva a las artes escénicas.

## Actividades
Kaapelitehdas es gestionada por una empresa municipal (Kiinteistö Oy Kaapelitalo) que debe encargarse tanto del carácter cultural como de la conservación del patrimonio. Aunque el propietario es el ayuntamiento de Helsinki. su gestión corre a cargo de un equipo independiente. La sociedad se encarga de renovar y alquilar las instalaciones a distintas asociaciones artísticas y culturales. El recinto se halla al suroeste de la ciudad, en el barrio de Ruoholahti, y puede llegarse en transporte público tanto en autobús como en metro (estación Ruoholahti). 
Según datos del propio centro, cuenta con una plantilla de 900 empleados fijos y cada año recibe más de 340 000 visitantes. La instalación acoge tres museos, diez galerías, compañías de danza teatral, escuelas de arte y manualidades y locales de ensayo. Además, dispone de cinco espacios en alquiler para conciertos, exhibiciones, reuniones y ferias.
Kaapelitehdas es miembro de Trans Europe Halles, la asociación europea de centros culturales independientes.

### Danza
- Casa de la Danza de Helsinki (Tanssin Talo)
- Compañía de Danza Tero Saarinen
- Compañía de Danza Tamara Rasmussen

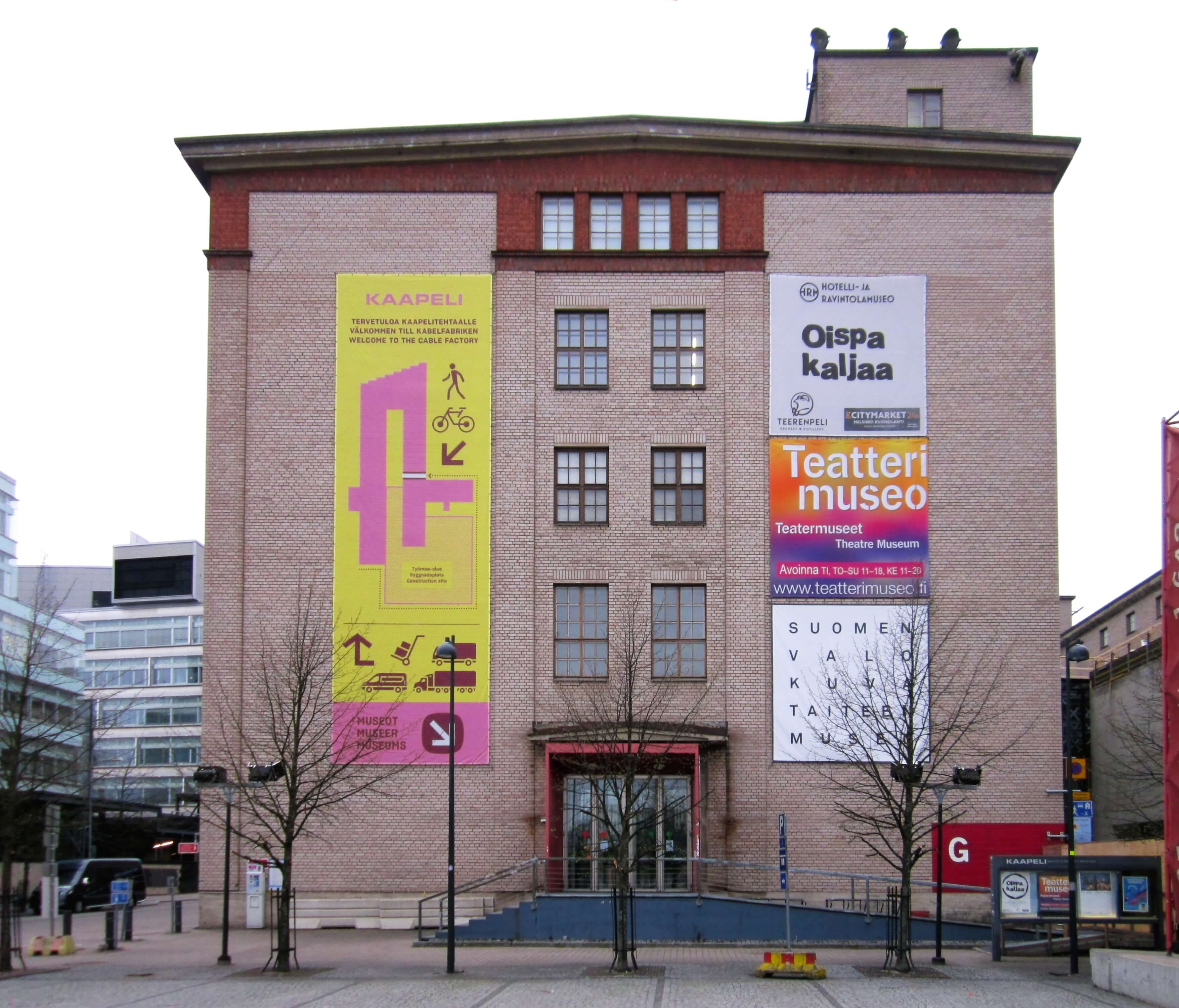
Edificio que acoge los museos de Fotografía y Teatro de Finlandia.

### Museos
- Museo de Fotografía de Finlandia (Suomen valokuvataiteen)
- Museo de Hoteles y Restaurantes (Hotelli- ja ravintolamuseo)
- Museo del Teatro de Finlandia (Teatterimuseo)

### Salas de exposiciones
- Asociación de Artistas de Helsinki (Helsingin Taiteilijaseura)
- Asociación de Artistas Finlandeses (Suomen Taiteilijat)
- Escuela Infantil y Juvenil de Arquitectura (Arkki)
- Escuela Libre de Arte (Vapaa taidekoulu)